# Bucculatrix rhamnifoliella
Bucculatrix rhamnifoliella är en fjärilsart som beskrevs av Treitschke 1833. Bucculatrix rhamnifoliella ingår i släktet Bucculatrix och familjen kronmalar. Inga underarter finns listade i Catalogue of Life.